# Inversion

Figur 1.
Inversionscirkeln (röd) med medelpunkt i och radien. Punkten avbildas genom inversion i på punkten och vice versa. Punkten ligger på och avbildas på sig själv.

Inversion i planet är, löst uttryckt, ett sätt att spegla geometriska objekt i en given cirkel, den så kallade inversioncirkeln. Inversion innebär alltså att man vänder objekt innanför cirkeln, så de hamnar utanför cirkeln och tvärtom. Objekt som ligger helt på inversionscirkeln, kommer att övergå i objekt som fortfarande ligger på inversionscirkeln.
Medan inversion (lokalt) bevarar vinklar, förvanskas dock längder och bland de få objekt som har enkla utseenden både före och efter inversion finns linjer (som övergår i linjer eller cirklar) och cirklar (som övergår i linjer eller cirklar). Därför kan inversiv geometri ses som en formalisering av den transparenta och intuitiva observationen att linjer kan betraktas som "cirklar med oändlig radie".
Grunden för inversion av geometriska objekt är inversion av punkter. Två punkter P och P' (se figur 1) är varandras inverser (inversioner) med avseende på cirkeln {\displaystyle \omega } med medelpunkt i {\displaystyle O} och radien {\displaystyle r} om 
{\displaystyle {\frac {|{\overline {OP}}|}{r}}={\frac {r}{|{\overline {OP'}}|}}\Leftrightarrow |{\overline {OA}}|\cdot |{\overline {OB}}|=r^{2}}
Genom likformighet kan man till exempel visa vända-ut-och-in egenskapen samt att vinklar bevaras som nämndes ovan.
Genom att ersätta cirkeln med en sfär kan man utvidga begreppet till tre dimensioner. Stereografisk projektion är exempelvis en avbildning av jordklotet som en inversion i en sfär med sydpolen (eller annan punkt på jordytan) som medelpunkt och med jorddiametern som radie, varvid jordsfären inverteras till ett kartplan. På motsvarande sätt är Riemannsfären en inversion av det komplexa talplanet i en sfär, vilket gör att resultat och metoder från den komplexa analysen kan användas vid studier av inversioner.

## Konstruktion

Figur 2
Som figur 1. Cirkeln har sträckan som diameter och medelpunkt i. Notera även att, då avbildas på och och avbildas på sig själva (de ligger ju båda på) ligger inversionerna av dessa tre punkter (vilka alla ligger på) på linjen.

Beteckningar enligt figur 2. 
Om en punkt (som {\displaystyle Q} i figur 1) ligger på inversionscirkeln ({\displaystyle \omega }) avbildas den på sig själv
ty {\displaystyle |{\overline {OQ}}|=r\Rightarrow r^{2}=|{\overline {OQ}}|\cdot |{\overline {OQ'}}|=r\cdot |{\overline {OQ'}}|\Rightarrow }{\displaystyle |{\overline {OQ'}}|=r=|{\overline {OQ}}|},
men annars finns det två möjligheter:
1. Punkten ({\displaystyle P}) ligger utanför {\displaystyle \omega }, det vill säga {\displaystyle |{\overline {OP}}|>r}:
Konstruera cirkeln {\displaystyle \mu } med {\displaystyle {\overline {OP}}} som diameter. {\displaystyle \mu } skär {\displaystyle \omega } i punkterna {\displaystyle A} och {\displaystyle B}. Linjen {\displaystyle {\overline {AB}}} är en normal till {\displaystyle {\overline {OP}}}. {\displaystyle {\overline {AB}}} är ju en korda (med mittpunkt i {\displaystyle P'}) i både {\displaystyle \omega } och {\displaystyle \mu }  och då mittpunktsnormalen till en korda går genom cirkelns medelpunkt sammanfaller mittpunktsnormalen till {\displaystyle {\overline {AB}}} med {\displaystyle {\overline {OM}}} (och {\displaystyle {\overline {OP}}}). Således är vinkeln {\displaystyle \angle OP'A=\angle MP'A=\angle PP'A} rät. {\displaystyle A} ligger på {\displaystyle \mu } och eftersom {\displaystyle {\overline {OP}}} är diameter i denna cirkel är vinkeln {\displaystyle \angle OAP} rät enligt Thales sats. Eftersom de båda rätvinkliga trianglarna {\displaystyle \triangle OP'A} och {\displaystyle \triangle OAP} delar vinkeln {\displaystyle \angle P'OA=\angle POA} är de likformiga, vilket ger:
{\displaystyle {\frac {|{\overline {OA}}|}{|{\overline {OP}}|}}={\frac {|{\overline {OP'}}|}{|{\overline {OA}}|}}\Leftrightarrow |{\overline {OP}}|\cdot |{\overline {OP'}}|=|{\overline {OA}}|^{2}=r^{2}}
och {\displaystyle P'} är således inversionen av {\displaystyle P} i {\displaystyle \omega } (och vice versa).
2. Punkten ({\displaystyle P'}) ligger innanför {\displaystyle \omega }, det vill säga {\displaystyle |{\overline {OP'}}|<r}:
Konstruera ändpunktsnormalen {\displaystyle {\overline {P'A}}} till {\displaystyle {\overline {OP'}}} i {\displaystyle P'}. Denna skär {\displaystyle \omega } i {\displaystyle A} (även i {\displaystyle B}) och {\displaystyle {\overline {OA}}} är således radie i {\displaystyle \omega }. Dra tangenten till {\displaystyle \omega } i {\displaystyle A} och i skärningspunkten {\displaystyle P} mellan denna tangent och förlängningen av {\displaystyle {\overline {OP'}}} ligger inversionen av {\displaystyle P'} i {\displaystyle \omega }. Beviset för att så är fallet är i stort sett detsamma som ovan (de båda konstruktionerna ger ju identiska resultat vad punkter, linjer och cirklar beträffar med undantag för {\displaystyle \mu } – att {\displaystyle \angle OAP} är rät följer i stället av att vinkeln mellan en radie till en punkt på en cirkel och tangenten till cirkeln i denna punkt är rät).
Ovan har således också visats att om {\displaystyle P'} är inversionen av {\displaystyle P} i {\displaystyle \omega }, så är {\displaystyle P} inversionen av {\displaystyle P'} i {\displaystyle \omega }. Inversion är således en involution (om {\displaystyle f_{\omega }(P)=P'} betecknar inversionen av {\displaystyle P} i {\displaystyle \omega } till {\displaystyle P'} är alltså {\displaystyle f_{\omega }(f_{\omega }(P))=f_{\omega }(P')=P}).

## Inversiv geometri
Under avsnittet Konstruktion ovan har behandlats hur punkter avbildas vid inversion; nedan följer en beskrivning av vad som händer vid inversion av linjer och cirklar.

### Inversionscirkeln är självinversiv
Att inversionscirkeln är självinversiv är trivialt då varje punkt på densamma avbildas på sig själv.

### Räta linjer genom inversionscirkelns medelpunkt är självinversiva
Också detta är trivialt då alla punkter, inversionscirkelns medelpunkt undantagen, avbildas antingen på sig själva (om de ligger på inversionscirkeln) eller på en annan punkt på linjen (i övriga fall).

### Cirklar med medelpunkt i inversionscirkelns medelpunkt avbildas på cirklar med medelpunkt i inversionscirkelns medelpunkt
Att avbildningen av en cirkel med medelpunkt i {\displaystyle O} avbildas på en cirkel som är koncentrisk visas enkelt genom att skärningspunkten {\displaystyle P} mellan cirkeln och en rät linje genom {\displaystyle O} avbildas på linjen i en punkt {\displaystyle P'} sådan att:
{\displaystyle |{\overline {OP'}}|={\frac {r^{2}}{|{\overline {OP}}|}}}
och då {\displaystyle |{\overline {OP}}|} är längden på radien till varje punkt på den första cirkeln, så blir givetvis avbildningen en cirkel med medelpunkt i {\displaystyle O} och radien {\displaystyle |{\overline {OP'}}|}.

### Ortogonala cirklar är självinversiva i varandra

Figur 3.

Figur 3 visar de två ortogonala cirklarna {\displaystyle \omega } och {\displaystyle \mu }. Att {\displaystyle \mu } avbildas på sig själv vid inversion i {\displaystyle \omega } visas enkelt med hjälp av (tangent-)sekantsatsen:
{\displaystyle |{\overline {OP}}|\cdot |{\overline {OP'}}|=|{\overline {OC}}|\cdot |{\overline {OC'}}|=|{\overline {OD}}|\cdot |{\overline {OD'}}|=}{\displaystyle |{\overline {OA}}|^{2}=|{\overline {OB}}|^{2}={r_{\omega }}^{2}}
På samma sätt avbildas {\displaystyle \omega } på sig själv vid inversion i {\displaystyle \mu }, vilket visas av att exempelvis:
{\displaystyle |{\overline {ME}}|\cdot |{\overline {ME'}}|=|{\overline {MA}}|^{2}=|{\overline {MB}}|^{2}={r_{\mu }}^{2}}

### En cirkel genom inversionscirkelns medelpunkt avbildas på en rät linje som inte går genom inversionscirkelns medelpunkt, och vice versa
| Figur 4. |  | Figur 5. |
| Figur 4. |  | Figur 5. |

Ovan under Konstruktion, och med hjälp av figur 2, visades att {\displaystyle P} på cirkeln {\displaystyle \mu } avbildades på en rät linje ({\displaystyle \pi } i figur 4) genom punkterna {\displaystyle A} och {\displaystyle B}, också dessa på {\displaystyle \mu }. Att även övriga punkter på {\displaystyle \mu } avbildas på {\displaystyle \pi } visas nedan.
I Figur 4 visas punkten {\displaystyle C} på cirkeln {\displaystyle \mu } (med diametern {\displaystyle {\overline {OP}}}) och en punkt {\displaystyle C'} på linjen {\displaystyle \pi } som är normalen till {\displaystyle {\overline {OP}}} i {\displaystyle P'} (avbildningen av {\displaystyle P} vid inversion i {\displaystyle \omega }). De två rätvinkliga trianglarna {\displaystyle \triangle OCP} ({\displaystyle {\overline {OP}}} är en diameter i {\displaystyle \mu } och således gäller Thales sats) och {\displaystyle \triangle OP'C'} delar vinkeln i {\displaystyle O} (orangemarkerad) och är således likformiga, vilket ger:
{\displaystyle {\frac {|{\overline {OP'}}|}{|{\overline {OC}}|}}={\frac {|{\overline {OC'}}|}{|{\overline {OP}}|}}\Rightarrow }{\displaystyle |{\overline {OC}}|\cdot |{\overline {OC'}}|=|{\overline {OP}}|\cdot |{\overline {OP'}}|=r^{2}}
och således är {\displaystyle C'} på linjen {\displaystyle {\overline {OC}}} på avståndet {\displaystyle {\frac {r^{2}}{|{\overline {OC}}|}}} avbildningen av {\displaystyle C} vid inversion i {\displaystyle \omega }.
Att punkten {\displaystyle D}, som ligger på andra sidan {\displaystyle \pi } jämfört med {\displaystyle C}, avbildas i {\displaystyle D'} visas på samma sätt med hjälp av att de rätvinkliga trianglarna {\displaystyle \triangle ODP} och {\displaystyle \triangle OP'D'} delar vinkeln i {\displaystyle O} (ljusblå) och därför är likformiga. Notera också att, då skärningspunkterna {\displaystyle (A,B)} separerar {\displaystyle (C,D)} på cirkeln {\displaystyle \mu }, så separerar de även deras avbildning {\displaystyle (C',D')} på linjen {\displaystyle \pi }.
Figur 5 visar, liksom figur 4, {\displaystyle \mu } (som skär {\displaystyle \omega }) och punkten {\displaystyle C} som avbildas på punkten {\displaystyle C'} som ligger på {\displaystyle \pi }, men därtill cirklarna {\displaystyle {\mu }_{E}} (som är innesluten i {\displaystyle \omega }) och {\displaystyle {\mu }_{D}} (som tangerar {\displaystyle \omega }). Att dessa cirklar avbildas på {\displaystyle {\pi }_{E}} genom {\displaystyle P} respektive {\displaystyle {\pi }_{D}} genom {\displaystyle Q} visas på samma sätt som i fallet med {\displaystyle \mu } vars avbildning är linjen {\displaystyle \pi } nyss, ty:
{\displaystyle \triangle OEP'\sim \triangle ODQ\sim \triangle OCP\sim \triangle OP'C'\sim }{\displaystyle \triangle OQD'\sim \triangle OPE'}
eftersom de alla är rätvinkliga och dessutom delar vinkeln i {\displaystyle O} (orange).
En cirkel med en diameter vars ena ändpunkt ligger i {\displaystyle O} avbildas således på polarlinjen till den andra ändpunkten.
Att en rät linje som inte går genom {\displaystyle O} avbildas på en cirkel som går genom {\displaystyle O} är således trivialt, eftersom inversen till alla punkter på linjen ligger på samma cirkel genom {\displaystyle O}.

### Cirklar som inte går genom inversionscirkelns medelpunkt avbildas på cirklar
Att cirklar som går genom inversionscirkelns medelpunkt avbildas på räta linjer (vilka förvisso, eftersom inversiv geometri är en form av projektiv geometri, kan ses som cirklar med medelpunkt i en punkt i oändligheten) behandlades ovan. Likaså har cirklar med centrum i inversionscirkelns medelpunkt ({\displaystyle O}) och cirklar som är ortogonala mot inversionscirkeln ({\displaystyle \omega }) behandlats ovan, eftersom det i dessa fall finns enklare bevis än det generella beviset som ges nedan (men de uppfyller även detta generella bevis). Att cirklar (med undantag för de som går genom {\displaystyle O}) avbildas på andra cirklar (eller på sig själv om cirkeln {\displaystyle \mu } är ortogonal mot {\displaystyle \omega }) kan visas på lite olika sätt. Nedan följer bevis som utnyttjar potensen för punkten {\displaystyle O} i förhållande till den cirkel ({\displaystyle \mu }) som avbildas genom inversion i {\displaystyle \omega } (på cirkeln {\displaystyle {\mu }'}). {\displaystyle O} kan vara placerad inom {\displaystyle \mu }, på {\displaystyle \mu } eller utanför {\displaystyle \mu }, vilket leder till något skilda bevisförfaranden. Det andra fallet är ju redan behandlat, men nedan föjer bevis för att i fallen ett och tre blir avbildningen av {\displaystyle \mu } en cirkel. I det följande menas med {\displaystyle z} potensens belopp, dess tecken beror av huruvida {\displaystyle O} ligger inom (negativt) eller utom (positivt) {\displaystyle \mu }. Även skalningsfaktorn {\displaystyle k={\frac {{r_{\omega }}^{2}}{z}}} (där {\displaystyle r_{\omega }} betecknar inversionscirkelns radie) införs härmed.
Innan bevisen påbörjas, konstateras också att om {\displaystyle \mu } avbildas på en cirkel {\displaystyle {\mu }'} vid inversion i {\displaystyle \omega } måste de tre medelpunkterna {\displaystyle O} i {\displaystyle \omega }, {\displaystyle M_{\mu }} i {\displaystyle \mu } och {\displaystyle M_{{\mu }'}} i {\displaystyle {\mu }'} vara kollinjära. Givet inför bevisen är en inversionscirkel {\displaystyle \omega } med medelpunkt i {\displaystyle O} och radien {\displaystyle r_{\omega }} och en cirkel {\displaystyle \mu } med medelpunkt i {\displaystyle M_{\mu }} på avståndet {\displaystyle |{\overline {OM_{\mu }}}|} från {\displaystyle O} och som har radien {\displaystyle r_{\mu }} vars avbildning vid inversion i {\displaystyle \omega } söks.

#### O ligger utanför μ

Figur 6.

Figur 7.
Sex par av cirklar vilka avbildas på varandra och en ortogonal cirkel (orange) som avbildas på sig själv vid inversion i (röd). De heldragna cirklarna omsluter inte och avbildas på heldragna cirkar av samma färg och som inte heller omsluter. De streckade cirklarna omsluter och avbildas på andra streckade cirkar av samma färg och som också omsluter. Gröna cirklar tangerar, de blå cirklarna skär och de magentafärgade cirklarna gör ingetdera. De streckade magentafärgade cirklarna är därtill koncentriska med inversionscirkeln.

Se figur 6. Om {\displaystyle O} ligger utanför {\displaystyle \mu } finns det två tangenter ({\displaystyle {\overline {OT}}} är den ena) till {\displaystyle \mu } som går genom {\displaystyle O}. Övriga strålar från {\displaystyle O} skär antingen {\displaystyle \mu } i två punkter (som strålen från {\displaystyle O} genom {\displaystyle S} och {\displaystyle R}) eller inte alls. Avbildningen av punkter på {\displaystyle \mu } kommer att ligga på samma strålar som punkterna som avbildas (exempelvis {\displaystyle S'} och {\displaystyle R'} på samma stråle som {\displaystyle S} och {\displaystyle R}) och inversionen av {\displaystyle \mu } ligger således på "samma sida" om {\displaystyle O} som {\displaystyle \mu } själv.
Konstruera nu en cirkel {\displaystyle {\mu }'} med radien {\displaystyle r_{{\mu }'}=k\cdot r_{\mu }} och vars medelpunkt ligger på strålen från {\displaystyle O} genom {\displaystyle M_{\mu }} på avståndet {\displaystyle |{\overline {OM_{{\mu }'}}}|=k\cdot |{\overline {OM_{\mu }}}|} från {\displaystyle O}. Dra sedan en godtycklig linje från {\displaystyle O} som skär {\displaystyle \mu } och kalla skärningspunkterna för {\displaystyle S} och {\displaystyle R} enligt figur 6. Denna linje skär {\displaystyle {\mu }'} i punkterna {\displaystyle R'} och {\displaystyle S}. Och då {\displaystyle |{\overline {M_{{\mu }'}R'}}|=r_{{\mu }'}=k\cdot r_{\mu }=k\cdot |{\overline {M{\mu }S}}|}, {\displaystyle \quad |{\overline {OM_{{\mu }'}}}|=k\cdot |{\overline {OM_{\mu }}}|} och {\displaystyle \angle SOM_{\mu }=\angle S'OM_{{\mu }'}} är {\displaystyle \triangle SOM_{\mu }\sim \triangle S'OM_{{\mu }'}} och således är {\displaystyle |{\overline {OR'}}|=k\cdot |{\overline {OS}}|={\frac {{r_{\omega }}^{2}}{z}}\cdot |{\overline {OS}}|}. Men {\displaystyle z=|{\overline {OS}}|\cdot |{\overline {OR}}|} {\displaystyle \Leftrightarrow |{\overline {OS}}|={\frac {z}{|{\overline {OR}}|}}} ger då:
{\displaystyle |{\overline {OR'}}|={\frac {{r_{\omega }}^{2}}{z}}\cdot |{\overline {OS}}|={\frac {{r_{\omega }}^{2}}{z}}\cdot {\frac {z}{|{\overline {OR}}|}}={\frac {{r_{\omega }}^{2}}{|{\overline {OR}}|}}}{\displaystyle \Rightarrow |{\overline {OR'}}|\cdot |{\overline {OR}}|={r_{\omega }}^{2}}
och punkten {\displaystyle R'} på cirkeln {\displaystyle {\mu }'} är således avbildningen av den godtyckligt valda punkten {\displaystyle R} på cirkeln {\displaystyle \mu } vid inversion i {\displaystyle \omega }.
För en tangeringspunkt {\displaystyle T} gäller att {\displaystyle \triangle TOM_{\mu }\sim \triangle T'OM_{{\mu }'}} eftersom {\displaystyle \angle OTM_{\mu }=\angle OT'M_{{\mu }'}=90^{\circ }} och {\displaystyle \angle TOM_{\mu }=\angle T'OM_{{\mu }'}} och således är (eftersom {\displaystyle z=|{\overline {OT}}|^{2}}):
{\displaystyle |{\overline {OT}}|\cdot |{\overline {OT'}}|=|{\overline {OT}}|\cdot k\cdot |{\overline {OT}}|=|{\overline {OT}}|^{2}\cdot {\frac {{r_{\omega }}^{2}}{|{\overline {OT}}|^{2}}}={r_{\omega }}^{2}}.
och {\displaystyle T} avbildas alltså på {\displaystyle T'}. Notera också att detta även visar att {\displaystyle M_{{\mu }'}} och {\displaystyle M_{\mu }} inte är varandras avbildningar vid inversiom i {\displaystyle \omega } då ju {\displaystyle |{\overline {OM_{\mu }}}|\cdot |{\overline {OM_{{\mu }'}}}|>|{\overline {OT}}|\cdot |{\overline {OT'}}|={r_{\omega }}^{2}} (eftersom {\displaystyle {\overline {OM_{\mu }}}} är hypotenusan i den rätvinkliga {\displaystyle \triangle TOM_{\mu }} i vilken {\displaystyle {\overline {OT}}} är katet och därför är {\displaystyle |{\overline {OM_{\mu }}}|>|{\overline {OT}}|} − och detsamma gäller ju även i {\displaystyle \triangle T'OM_{{\mu }'}}).
För punkterna {\displaystyle P} och {\displaystyle Q} som båda ligger på linjen genom {\displaystyle O}, {\displaystyle M_{\mu }} och {\displaystyle M_{{\mu }'}} fås dock inga likformiga trianglar, men {\displaystyle {\mu }'} skapades ju med medelpunkten på avståndet {\displaystyle |{\overline {OM_{{\mu }'}}}|=k\cdot |{\overline {OM_{\mu }}}|} och med radien {\displaystyle r_{{\mu }'}=k\cdot r_{\mu }} som ju inte behöver räknas ut, vilket ger:
{\displaystyle |{\overline {OP'}}|\cdot |{\overline {OP}}|=(|{\overline {OM_{{\mu }'}}}|-|{\overline {M_{{\mu }'}P'}}|)\cdot |{\overline {OP}}|=(k\cdot |{\overline {OM_{\mu }}}|-r_{{\mu }'})\cdot |{\overline {OP}}|=} {\displaystyle (k\cdot |{\overline {OM_{\mu }}}|-k\cdot r_{\mu })\cdot |{\overline {OP}}|=k\cdot |{\overline {OQ}}|\cdot |{\overline {OP}}|={\frac {{r_{\omega }}^{2}}{z}}\cdot z={r_{\omega }}^{2}}
och således är {\displaystyle P'} på cirkeln {\displaystyle {\mu }'} avbildningen av {\displaystyle P} på cirkeln {\displaystyle \mu } vid inversion i {\displaystyle \omega }.
Om {\displaystyle \mu } tangerar {\displaystyle \omega } kommer också {\displaystyle {\mu }'} att tangera {\displaystyle \omega } i samma punkt ({\displaystyle P=P'}) och om {\displaystyle \mu } skär {\displaystyle \omega } kommer också {\displaystyle {\mu }'} att skära {\displaystyle \omega } i samma punkter (cirklarna kommer då att "överlappoa" varandra och exempelvis {\displaystyle P'} och {\displaystyle P} kommer att "byta ordning" på strålen från {\displaystyle O} så att {\displaystyle P'} ligger närmare {\displaystyle O} än vad {\displaystyle P} gör), men detta påverkar inte bevisen enligt ovan. Se figur 7.
Om man flyttar {\displaystyle \mu } åt höger i figur 6, men bibehåller dess radie konstant, kommer {\displaystyle {\mu }'} att flyttas åt vänster och samtidigt kommer dess radie att minska. När de båda cirklarnas medelpunkter möts (vilket sker utanför {\displaystyle \omega }) kommer deras radier att vara lika och cirklarna sålunda att sammanfalla och därför vara ortogonala mot {\displaystyle \omega } (Jämför figur 3 – där dock inversionscirkelns radie är betydligt mindre än i figur 6).
Att även {\displaystyle {\mu }'} avbildas på {\displaystyle \mu } är trivialt, eftersom alla punkter på {\displaystyle \mu } avbildas på punkter på {\displaystyle {\mu }'} vid inversion i {\displaystyle \omega } vilka i sin tur avbildas på ursprungspunkten på {\displaystyle \mu } vid ännu en inversion i {\displaystyle \omega }. Ett omständligare, men kanske fullständigare, sätt att visa detta är att i figur 6 byta ut beteckningarna som tillhör {\displaystyle {\mu }'} mot de beteckningar som avser motsvarande punkter och radier (samt cirklarna själva) mot motsvarande beteckningar för {\displaystyle \mu }, och vice versa, varefter det som skrivits ovan i detta avsnitt återigen genomläses.

#### O ligger innanför μ

Figur 8.

Betrakta figur 8. I denna ligger {\displaystyle O} innanför {\displaystyle \mu } och således skär varje stråle från {\displaystyle O} cirkeln {\displaystyle \mu } i en och endast en punkt, vilket innebär att avbildningen av {\displaystyle \mu } också bara avbildas på en punkt på strålen och därför också omsluter {\displaystyle O} vid inversion i {\displaystyle \omega }. Om {\displaystyle \mu } avbildas på en cirkel vid inversion i {\displaystyle \omega } måste denna cirkel ligga på motsatt sida om {\displaystyle O} som {\displaystyle M_{\mu }} eftersom den punkt som ligger närmast {\displaystyle O} på {\displaystyle \mu }, det vill säga {\displaystyle P}, kommer att avbildas längst ifrån {\displaystyle O} och den punkt som ligger längst ifrån {\displaystyle O}, det vill säga {\displaystyle Q}, kommer att avbildas närmast {\displaystyle O}. Konstruera därför en cirkel {\displaystyle {\mu }'} med medelpunkt i {\displaystyle M_{{\mu }'}} på linjen genom {\displaystyle O} och {\displaystyle M_{\mu }} på avståndet {\displaystyle |{\overline {OM_{{\mu }'}}}|=k\cdot |{\overline {OM_{\mu }}}|} från {\displaystyle O} och med radien {\displaystyle r_{{\mu }'}=k\cdot r_{\mu }}.
Välj en godtycklig punkt på {\displaystyle \mu } som inte ligger på linjen genom {\displaystyle M_{\mu }} och {\displaystyle M_{{\mu }'}} och kalla denna punkt {\displaystyle R}. Dra linjen från {\displaystyle R} genom {\displaystyle O} så att den skär {\displaystyle \mu } i punkten {\displaystyle S} och {\displaystyle {\mu }'} i {\displaystyle R'} och {\displaystyle S'}.
Då {\displaystyle |{\overline {M_{\mu }R}}|=|{\overline {M_{\mu }S}}|=r_{\mu }}, {\displaystyle \quad |{\overline {M_{{\mu }'}R'}}|=|{\overline {{M_{\mu }'}S'}}|=r_{{\mu }'}=k\cdot r_{\mu }}, {\displaystyle \quad |{\overline {M_{{\mu }'}O}}|=k\cdot |{\overline {M_{\mu }O}}|}, {\displaystyle \quad \angle ROM_{\mu }=\angle S'OM_{{\mu }'}} och {\displaystyle \angle SOM_{\mu }=\angle R'OM_{{\mu }'}} är {\displaystyle \triangle ROM_{\mu }\sim \triangle S'OM_{{\mu }'}} och {\displaystyle \triangle SOM_{\mu }\sim \triangle R'OM_{{\mu }'}}. Ur detta följer sedan, precis som i fallet att {\displaystyle O} låg utanför {\displaystyle \mu }, att {\displaystyle |{\overline {OR'}}|=k\cdot |{\overline {OS}}|={\frac {{r_{\omega }}^{2}}{z}}\cdot |{\overline {OS}}|}, varifrån beviset är identiskt via {\displaystyle z=|{\overline {OS}}|\cdot |{\overline {OR}}|} till {\displaystyle |{\overline {OR'}}|\cdot |{\overline {OR}}|={r_{\omega }}^{2}} (och även till {\displaystyle |{\overline {OS'}}|\cdot |{\overline {OS}}|={r_{\omega }}^{2}}).
Att {\displaystyle P\mapsto P'} (och {\displaystyle Q\mapsto Q'}) visas ur {\displaystyle |{\overline {OP}}|=|{\overline {OM_{\mu }}}|+r_{\mu }} och {\displaystyle |{\overline {OP'}}|=|{\overline {OM_{{\mu }'}}}|+r_{{\mu }'}=k\cdot (|{\overline {OM_{\mu }}}|+r_{\mu })} precis som i fallet ovan då {\displaystyle O} ligger utanför {\displaystyle \mu }. Och det finns inga tangenter till {\displaystyle \mu } som går genom {\displaystyle O} och därmed inga tangeringspunkter att invertera.
Om {\displaystyle \mu } tangerar eller skär {\displaystyle \omega } så kommer {\displaystyle {\mu }'} också att göra det i samma punkt/punkter liksom då {\displaystyle O} ligger utanför {\displaystyle \mu }, se figur 7.

### Vinklar i skärningspunkter mellan cirklar eller räta linjer bevaras vid inversion
| Figur 9. |  | Figur 10. |
| Figur 9. |  | Figur 10. |

| Figur 11. |  | Figur 12.Cirklarnas medelpunkter har samma färg som cirkeln med en vit prick i mitten.  |
| Figur 11. |  | Figur 12. Cirklarnas medelpunkter har samma färg som cirkeln med en vit prick i mitten. |

I figur 9 skär de räta linjerna {\displaystyle {\pi }_{\mu }} (grön) och {\displaystyle {\pi }_{\nu }} (magenta) inversionscirkeln {\displaystyle \omega } i punkterna {\displaystyle A_{\mu }} och {\displaystyle B_{\mu }} respektive {\displaystyle B_{\nu }} och {\displaystyle B_{\nu }}, samt varandra i {\displaystyle P} under vinkeln {\displaystyle \alpha } (och {\displaystyle 180^{\circ }-\alpha }). Dessa båda linjer avbildas på cirklarna {\displaystyle \mu } (grön) och {\displaystyle \nu } (magenta) genom inversionscirkelns medelpunkt {\displaystyle O} vid inversion i {\displaystyle \omega }- De går ju även genom respektive linjes skärningspunkter med {\displaystyle \omega }, då dessa avbildas på sig själv. Cirklarna skär varandra i {\displaystyle O} i samma vinkel som linjerna skär varandra i {\displaystyle P} eftersom tangenten till respektive cirkel i {\displaystyle O} ju är parallell med den linje cirkeln avbildar. Cirklarna skär varandra även i {\displaystyle P'} (inversionen i {\displaystyle \omega } av {\displaystyle P}) under samma vinkel {\displaystyle \alpha } eftersom {\displaystyle \triangle OM_{\mu }M_{\nu }} är kongruent med {\displaystyle \triangle P'M_{\mu }M_{\nu }}- Skärningsvinkeln mellan {\displaystyle {\pi }_{\mu }} och {\displaystyle {\pi }_{\nu }} bevaras således i skärningsvinkeln mellan cirklarna {\displaystyle \mu } och {\displaystyle \nu } vid inversion i {\displaystyle \omega } – och vice versa. I figur 9 skär linjerna och cirklarna {\displaystyle \omega }, men detta är ingen nödvändighet eftersom tangenten till cirkeln i {\displaystyle O} är parallell med linjen i vilket fall (jämför avsnittet En cirkel genom inversionscirkelns medelpunkt avbildas på en rät linje och figur 5 ovan).
För cirklar som inte går genom {\displaystyle O} och som skär varandra gäller att tangenterna i skärningspunkterna är två linjer som skär varandra, vilka i sin tur avbildas på två cirklar som skär varandra vid inversion. Figurerna 10 och 11 visar två exempel på två cirklar, {\displaystyle {\tau }_{\mu }} och {\displaystyle {\tau }_{\nu }} (blå), vilka tangerar {\displaystyle \pi _{\mu }} respektive {\displaystyle \pi _{\nu }} i skärningspunkten {\displaystyle P}. Inversionerna av {\displaystyle {\tau }_{\mu }} och {\displaystyle {\tau }_{\nu }}, cirklarna {\displaystyle {\sigma }_{\mu }} och {\displaystyle {\sigma }_{\nu }} (orange), skär varandra i {\displaystyle P'} där de tangerar cirklarna {\displaystyle \mu } respektive {\displaystyle \nu }, vilka ju är avbildningarna av tangenterna {\displaystyle \pi _{\mu }} och {\displaystyle \pi _{\nu }}.

### Cirklar som går genom två punkter vilka är varandras inverser är ortogonala mot inversionscirkeln
I figur 12 avbildas några av de cirklar com går genom punkten {\displaystyle P} och dess invers {\displaystyle P'}. Alla dessa cirklar skär dessutom inversionscirkeln {\displaystyle \omega } (röd) i två punkter – exempelvis skär cirkeln {\displaystyle \mu } (grön) inversionscirkeln i punkterna {\displaystyle A} och {\displaystyle B}. Då punkter på {\displaystyle \omega } avbildas på sig själva och {\displaystyle P} och {\displaystyle P'} på varandra måste således inversen av {\displaystyle \mu } också gå genom dessa fyra punkter och då cirklar som inte går genom {\displaystyle O} avbildas på cirklar (se föregående avsnitt), måste således alla cirklar som går genom {\displaystyle P} och {\displaystyle P'} avbildas på sig själva och därför vara ortogonala mot {\displaystyle \omega } (se avsnittet Ortogonala cirklar är självinversiva i varandra ovan). Även linjen {\displaystyle \pi } genom {\displaystyle P} och {\displaystyle P'} är ju självinversiv eftersom den går genom {\displaystyle O} och kan således betraktas som en cirkel med oändligt stor radie (observera att ju större radie en av cirklarna har desto närmare ligger dess ena skärningspunkt skärningspunkten mellan {\displaystyle \pi } och {\displaystyle \omega }, medan cirkelns andra skärningspunkt allt mer närmar sig den andra skärningspunkten, utanför figuren, mellan {\displaystyle \pi } och {\displaystyle \omega }). Att alla dessa cirklars medelpunkter ligger på mittpunktsnormalen till sträckan {\displaystyle {\overline {PP'}}} är självklart då {\displaystyle {\overline {PP'}}} är en korda i alla cirklarna och mittpunktsnormalen till en korda i en cirkel går genom cirkelns medelpunkt.

### Peaucellier-Lipkins länkmekanism
| Figur 13. |  | Figur 14.Observera att det högsta läget i animationen ungefär motsvarar läget i figur 13 (om man vrider figur 13 sådär 30° moturs).  |
| Figur 13. |  | Figur 14. Observera att det högsta läget i animationen ungefär motsvarar läget i figur 13 (om man vrider figur 13 sådär 30° moturs). |

Betrakta figur 13. De fem röda punkterna ligger så placerade att {\displaystyle |{\overline {AP}}|=|{\overline {AP'}}|=|{\overline {BP}}|=|{\overline {BP'}}|=a} och {\displaystyle |{\overline {OA}}|=|{\overline {OB}}|=b}. Fyrhörningen {\displaystyle APBP'} är således en romb, vars diagonaler {\displaystyle {\overline {AB}}} och {\displaystyle {\overline {PP'}}} skär varandra rätvinkligt i respektive diagonals mittpunkt {\displaystyle M}. Ur figuren fås (med hjälp av konjugatregeln och Pythagoras sats):
{\displaystyle |{\overline {OP}}|\cdot |{\overline {OP'}}|=}{\displaystyle (|{\overline {OM}}|-|{\overline {MP}}|)\cdot (|{\overline {OM}}|+|{\overline {MP'}}|)=}{\displaystyle (|{\overline {OM}}|-|{\overline {MP}}|)\cdot (|{\overline {OM}}|+|{\overline {MP}}|)=}{\displaystyle |{\overline {OM}}|^{2}-|{\overline {MP}}|^{2}=}{\displaystyle (b^{2}-|{\overline {MA}}|^{2})-(a^{2}-|{\overline {MA}}|^{2})=}{\displaystyle b^{2}-a^{2}}
Det vill säga att en inversioncirkel {\displaystyle \omega } med medelpunkt i {\displaystyle O} och radien {\displaystyle r={\sqrt {b^{2}-a^{2}}}} avbildar {\displaystyle P} på {\displaystyle P'} (och vice versa).
Om man bygger ett länksystem enligt den ovanstående principen och förbinder lederna i punkterna {\displaystyle O}, {\displaystyle A}, {\displaystyle B}, {\displaystyle P} och {\displaystyle P'} med styva länkarmar motsvarande {\displaystyle |{\overline {AP}}|}, {\displaystyle |{\overline {AP'}}|}, {\displaystyle |{\overline {BP}}|}, {\displaystyle |{\overline {BP'}}|}, {\displaystyle |{\overline {OA}}|} och {\displaystyle |{\overline {OB}}|} och håler leden i {\displaystyle O} fäst kan man genom att flytta {\displaystyle P} längs en given kurva få {\displaystyle P'} att flytta sig längs inversionen till kurvan (eller vice versa). Speciellt kan man genom att låta {\displaystyle P} följa en cirkel genom {\displaystyle O} (som {\displaystyle \mu }) få {\displaystyle P'} att följa en rät linje {\displaystyle \pi }. Detta gör man enkelt genom att fästa en arm (brun i figuren) i {\displaystyle P} och låta den andra änden av armen rotera kring en fast punkt {\displaystyle Q} belägen på ett avstånd ({\displaystyle |{\overline {OQ}}|}) från {\displaystyle O} vilket motsvarar denna arms längd {\displaystyle |{\overline {QP}}|}. Härigenom har man således ett system som överför cirkulär rörelse till linjär rörelse (demonstrerat i figur 14).
Denna mekanism upptäcktes av Charles-Nicolas Peaucellier 1864(?), men föll närmast i glömska och återupptäcktes därefter, oberoende, av den ryske matematikern Lipman Lipkin 1871. Den här typen av mekanismer var viktiga på ångmaskinernas tid, då det var viktigt att få en pistong, eller annan stav, att röra sig rätlinjigt utan att hoppa i höjd- eller sidled (man fäste således leden {\displaystyle P'} i pistongen eller staven så att denna kunde vridas kring {\displaystyle P'}).
Genom att i sin tur i stället fästa {\displaystyle Q} på andra rörliga länkarmar kan man få mekanismer som exempelvis rör sig längs parabler eller hyperbler.

### Harts länkmekanism
| Figur 15. |  | Figur 16.Notera att figuren är "uppochnervänd" (och därtill vriden) i förhållande till figur 15. Dessutom är k ≈ 0.5 {\displaystyle k\approx 0.5} ovan, medan k ≈ 0.4 {\displaystyle k\approx 0.4} i figur 15, och de valda längderna på länkarmarna skiljer sig också något. |
| Figur 15. |  | Figur 16. Notera att figuren är "uppochnervänd" (och därtill vriden) i förhållande till figur 15. Dessutom är {\displaystyle k\approx 0.5} ovan, medan {\displaystyle k\approx 0.4} i figur 15, och de valda längderna på länkarmarna skiljer sig också något.                |

1874 konstruerade Harry Hart en ny länkmekanism (publicerad i artikeln On Certain Conversions of Motion 1875) som var enklare än Peaucellier och Lipkins. Denna konstruktion avbildas i figur 15.
Den består primärt av två par länkarmar (blå respektive orange) med inbördes lika längd, således {\displaystyle |{\overline {AC}}|=|{\overline {BD}}|} och {\displaystyle |{\overline {AD}}|=|{\overline {BC}}|}, som är ledade i ändarna {\displaystyle A}, {\displaystyle B}, {\displaystyle C} och {\displaystyle D} och ihopsatta så att en länk av varje typ möts i varje led. Konstruktionen {\displaystyle ABCD} är således en antiparallellogram, medan hörnen tagna i ordningen {\displaystyle ABDC} är ett likbent parallelltrapets eftersom {\displaystyle \triangle ABC} och {\displaystyle \triangle ABD} är kongruenta och således är {\displaystyle {\overline {AB}}\parallel {\overline {CD}}} (eftersom trianglarnas höjder mot {\displaystyle |{\overline {AB}}|} är lika: {\displaystyle |{\overline {CE}}|=|{\overline {DF}}|=h}). Enligt figur 15 införs även beteckningarna {\displaystyle a=|{\overline {AE}}|=|{\overline {BF}}|} och {\displaystyle b=|{\overline {AF}}|=|{\overline {BE}}|}, vilket ger {\displaystyle |{\overline {AB}}|=b+a} och {\displaystyle |{\overline {CD}}|=|{\overline {EF}}|=b-a}. Konstatera också att Pythagoras sats ger {\displaystyle |{\overline {AC}}|^{2}=|{\overline {BD}}|^{2}=a^{2}+h^{2}} och {\displaystyle |{\overline {AD}}|^{2}=|{\overline {BC}}|^{2}=b^{2}+h^{2}} Produkten av de båda parallella sidornas längder kommer att behövas senare, så, med hjälp av det sagda plus konjugatregeln beräknas den nedan:
{\displaystyle |{\overline {AB}}|\cdot |{\overline {CD}}|=(b+a)\cdot (b-a)=b^{2}-a^{2}=}{\displaystyle (|{\overline {AD}}|^{2}-h^{2})-(|{\overline {AC}}|^{2}-h^{2})=|{\overline {AD}}|^{2}-|{\overline {AC}}|^{2}}
Välj nu en punkt {\displaystyle O} på {\displaystyle |{\overline {AC}}|} och inför {\displaystyle 0<k<1} så att {\displaystyle |{\overline {AO}}|=k\cdot |{\overline {AC}}|\Rightarrow |{\overline {BO}}|=(1-k)\cdot |{\overline {AC}}|}. Dra en linje genom {\displaystyle O} som är parallell med {\displaystyle {\overline {AB}}} (och {\displaystyle {\overline {CD}}}) och kalla dennas linjes skärningspunkter med {\displaystyle {\overline {AD}}} och {\displaystyle {\overline {BC}}} för {\displaystyle P} respektive {\displaystyle P'}. Eftersom {\displaystyle \triangle ACD\sim \triangle AOP} är {\displaystyle |{\overline {OP}}|=(1-k)\cdot |{\overline {CD}}|} och eftersom {\displaystyle \triangle CAB\sim \triangle COP'} är {\displaystyle |{\overline {OP'}}|=k\cdot |{\overline {AB}}|} Detta ger (med {\displaystyle |{\overline {AB}}|\cdot |{\overline {CD}}|=|{\overline {AD}}|^{2}-|{\overline {AC}}|^{2}} som erhölls ovan):
{\displaystyle |{\overline {OP}}|\cdot |{\overline {OP'}}|=(1-k)\cdot |{\overline {CD}}|\cdot k\cdot |{\overline {AB}}|=(1-k)\cdot k\cdot (|{\overline {AD}}|^{2}-|{\overline {AC}}|^{2})}
och således avbildas {\displaystyle P} på {\displaystyle P'} (och vice versa) vid inversion i en cirkel {\displaystyle \omega } med medelpunkt i {\displaystyle O} och en radie som är {\displaystyle r={\sqrt {(1-k)\cdot k\cdot (|{\overline {AD}}|^{2}-|{\overline {AC}}|^{2})}}}.
Eftersom {\displaystyle |{\overline {AC}}|} och {\displaystyle |{\overline {AD}}|} är fixa och endast beror av de länkarmar som valts vid konstruktionen och {\displaystyle k} också är ett fixt värde kan man alltså fixera läget av punkten {\displaystyle O} så att {\displaystyle |{\overline {AC}}|} kan vridas kring denna punkt och låta {\displaystyle P} (eller {\displaystyle P'}) följa en figur och få {\displaystyle P'} (eller {\displaystyle P}) att följa denna figurs avbildning vid inversion i {\displaystyle \omega }. På samma sätt som ovan, i avsnittet om Peaucelliers och Lipkins inverionsmekanism, kan man alltså låta {\displaystyle P} följa en cirkel {\displaystyle \rho } genom {\displaystyle O} och därigenom få {\displaystyle P'} att följa en rät linje {\displaystyle \pi }, vinkelrät mot linjen genom {\displaystyle O} och {\displaystyle R} (se animationen i figur 16), genom att fästa en länkarm i en punkt ({\displaystyle R}) på mittpunktsnormalen till {\displaystyle {\overline {OP}}} vars längd är lika med avståndet {\displaystyle |{\overline {OR}}|}.

### Avståndet mellan punkter (och en likformighet)

Figur 17.

Betrakta figur 17 i vilken två punkter {\displaystyle P} och {\displaystyle Q} (vilka inte är kollinjära med {\displaystyle O}) avbildas på {\displaystyle P'} respektive {\displaystyle Q'} (och vice versa) vid inversion i {\displaystyle \omega }. Således är (med {\displaystyle r} betecknande inversionscirkelns radie):
{\displaystyle |{\overline {OP}}|\cdot |{\overline {OP'}}|=r^{2}=|{\overline {OQ}}|\cdot |{\overline {OQ'}}|\Rightarrow }{\displaystyle {\frac {|{\overline {OP}}|}{|{\overline {OQ}}|}}={\frac {|{\overline {OQ'}}|}{|{\overline {OP'}}|}}\Rightarrow }{\displaystyle \triangle OPQ\sim \triangle OQ'P'}
Notera att detta inte innebär att triangeln {\displaystyle \triangle OPQ} avbildas på triangeln {\displaystyle \triangle OQ'P'} vid inversion i {\displaystyle \omega } – linjen {\displaystyle {\overline {PQ}}} avbildas ju inte på linjen {\displaystyle {\overline {P'Q'}}} utan på cirkelbågen {\displaystyle {\overset {\frown }{P'Q'}}} av den omskrivna cirkeln till {\displaystyle \triangle OP'Q'}, medan {\displaystyle {\overline {OP}}} avbildas på en stråle i triangelsidans rikting från {\displaystyle P'} till oändligheten (och motsavarande gäller {\displaystyle {\overline {OQ}}}).
Detta medför att:
{\displaystyle {\frac {|{\overline {P'Q'}}|}{|{\overline {OQ'}}|}}={\frac {|{\overline {PQ}}|}{|{\overline {OP}}|}}\Rightarrow }{\displaystyle |{\overline {P'Q'}}|=|{\overline {PQ}}|\cdot {\frac {|{\overline {OQ'}}|}{|{\overline {OP}}|}}}
och, eftersom {\displaystyle |{\overline {OQ}}|\cdot |{\overline {OQ'}}|=r^{2}\Leftrightarrow |{\overline {OQ'}}|={\frac {r^{2}}{|{\overline {OQ}}|}}}, blir alltså avståndet mellan punkterna i avbildningen
{\displaystyle |{\overline {P'Q'}}|=|{\overline {PQ}}|\cdot {\frac {r^{2}}{|{\overline {OP}}|\cdot |{\overline {OQ}}|}}}.
Är {\displaystyle P}, {\displaystyle Q} och {\displaystyle O} kollinjära (och således även {\displaystyle P'} och {\displaystyle Q'}) så är:
{\displaystyle |{\overline {P'Q'}}|=\left||{\overline {OP'}}|-|{\overline {OQ'}}|\right|=}{\displaystyle \left|{\frac {r^{2}}{|{\overline {OP}}|}}-{\frac {r^{2}}{|{\overline {OQ}}|}}\right|=}{\displaystyle {\frac {\left|r^{2}\cdot |{\overline {OQ}}|-r^{2}\cdot |{\overline {OP}}|\right|}{|{\overline {OP}}|\cdot |{\overline {OQ}}|}}=}{\displaystyle \left||{\overline {OQ}}|-|{\overline {OP}}|\right|\cdot {\frac {r^{2}}{|{\overline {OP}}|\cdot |{\overline {OQ}}|}}=}{\displaystyle |{\overline {PQ}}|\cdot {\frac {r^{2}}{|{\overline {OP}}|\cdot |{\overline {OQ}}|}}},
det vill säga samma resultat som ovan.
Och, för fullständighets skull, om {\displaystyle P}, {\displaystyle Q} och {\displaystyle O} är kollinjära och {\displaystyle P} och {\displaystyle Q} därtill är varandras inverser, det vill säga {\displaystyle P=Q'} och {\displaystyle P'=Q}, så är:
{\displaystyle |{\overline {P'Q'}}|=|{\overline {QP}}|=|{\overline {PQ}}|=|{\overline {PQ}}|\cdot {\frac {r^{2}}{r^{2}}}=}{\displaystyle |{\overline {PQ}}|\cdot {\frac {r^{2}}{|{\overline {OP}}|\cdot |{\overline {OP'}}|}}=|{\overline {PQ}}|\cdot {\frac {r^{2}}{|{\overline {OP}}|\cdot |{\overline {OQ}}|}}}.
Även detta meningslösa trivialfall ger således samma formel!
På samma sätt visas att:
{\displaystyle |{\overline {PQ}}|=|{\overline {P'Q'}}|\cdot {\frac {r^{2}}{|{\overline {OP'}}|\cdot |{\overline {OQ'}}|}}}.
Och eftersom:
{\displaystyle {\frac {|{\overline {OP}}|}{|{\overline {OQ}}|}}={\frac {|{\overline {OQ'}}|}{|{\overline {OP'}}|}}\Rightarrow }{\displaystyle {\frac {|{\overline {OP}}|}{|{\overline {OQ'}}|}}={\frac {|{\overline {OQ}}|}{|{\overline {OP'}}|}}\Rightarrow }{\displaystyle \triangle OP'Q\sim \triangle OQ'P}
fås även:
{\displaystyle |{\overline {PQ'}}|=|{\overline {P'Q}}|\cdot {\frac {r^{2}}{|{\overline {OP'}}|\cdot |{\overline {OQ}}|}}} och
{\displaystyle |{\overline {P'Q}}|=|{\overline {PQ'}}|\cdot {\frac {r^{2}}{|{\overline {OP}}|\cdot |{\overline {OQ'}}|}}}.

## Historia
Inversion infördes av Jakob Steiner kring 1830. De första indikationerna publicerades 1826 i Einige geometrische Betrachtungen och därefter publicerades flera artiklar och mycket av detta återpublicerades i Steiners verk Systematische Entwicklung der Abhangigkeit geometrischer Gestalten voneinander 1832. Även Ludwig Immanuel Magnus (i Nouvelle méthode pour découvrir des théorèmes de géométrie) och Julius Plücker (i Analytisch-geometrische Aphorismen) gjorde viktiga tidiga bidrag.

## Användningsområden
Inversion behandlas rätt smidigt i ett kartesiskt koordinatsystem genom att representera punkter (vektorer) som komplexa tal. Typiskt utseende på inversion ges då av Möbiusavbildningen
{\displaystyle z\rightarrow {\frac {1}{z}}}
Möbiustransformationer kan visas bilda en grupp. Och i enlighet med Felix Kleins Erlangenprogram, att geometri är studium av symmetrigruppen hos vissa funktionsklasser, kommer inversion att bilda en egen geometri – inversiv geometri.
Vissa geometriska problem som behandlar cirklar och linjer och vid första anblick verkar svåra, kan lösas genom att utföra en lämplig inversion. Exempel på detta är Steiners porism, ett annat är Feuerbachs sats.